# Agafay
Agafay  (in arabo اكفاي‎?) è un centro abitato e comune rurale del Marocco situato nella prefettura di Marrakech, regione di Marrakech-Safi. Conta una popolazione di 15 452 abitanti (censimento 2014).